# Falcó selvàtic de collar
El falcó selvàtic de collar (Micrastur semitorquatus) és una espècie d'ocell rapinyaire de la família dels falcònids (Falconidae) que habita zones boscoses, garrigues i manglars de la zona Neotropical, des de Sinaloa i Tamaulipas cap al sud, a través d'Amèrica Central i del Sud fins a l'oest del Perú, sud del Brasil, est de Bolívia, el Paraguai i nord de l'Argentina. El seu estat de conservació es considera de risc mínim.